# Leidy Solís
Leidy Solís (Tuluá, 17 de febrero de 1990) es una deportista colombiana de la especialidad de halterofilia quien obtuvo medalla de oro en los Juegos Panamericanos de 2007, en los Juegos Sudamericanos de Medellín 2010. Posteriormente en el mismo año, fue campeona de Centroamérica y del Caribe en Mayagüez 2010. Nació el 17 de febrero de 1990 en Tuluá, Valle del Cauca. Representó a Colombia en Juegos Olímpicos de Pekín, terminando en la cuarta posición de su categoría. Sin embargo, se adjudicó de forma extemporánea una medalla de bronce en los 69 kg por la descalificación de la ucraniana Natalia Davidova, medalla que se confirmó el 17 de noviembre de 2016, 8 años luego de la disputa de los Juegos Olímpicos de Pekín.  El 12 de enero de 2017, el COI ratificó la sanción por dopaje a la china Chunhong Liu, quien había sido medalla de oro en Pekín, sumándose a la ucraniana por ingerir sustancias prohibidas; de esta manera, se le  otorgó el primer lugar a la rusa Oxana Slivenko y la colombiana ascendería de nuevo en el medallero, esta vez al segundo lugar, recibiendo la medalla de plata.

## Trayectoria
La trayectoria deportiva de Leidy Solís se identifica por su participación en los siguientes eventos nacionales e internacionales:

### Juegos Olímpicos

#### Juegos Olímpicos de Pekín 2008
La colombiana había sido cuarta en los Juegos Olímpicos de Pekín 2008, pero después de 9 años se le concedió la medalla de plata al ser descalificadas por dopaje, la China Chunhong Liu (medalla de oro) y la ucraniana Natalia Davidova (medalla de bronce), ascendiendo así a la segunda posición.
- Medalla de plata: 69 kg

## Juegos Panamericanos

### Juegos Panamericanos de Río 2007
Se consagró campeona en la categoría de 63 kg, a la edad de 17 años.
- Medalla de oro: 63 kg

### Juegos Suramericanos
Fue reconocido su triunfo de sobrepasar la marca en los Juegos en 69 kg Mujeres con una marca de 248.0 en los juegos de Medellín 2010.

#### Juegos Suramericanos de Medellín 2010
Su desempeño en la novena edición de los juegos, se identificó por obtener un total de una medalla:

- Medalla de oro: 69 kg Mujeres

### Juegos Centroamericanos y del Caribe
Fue reconocido su triunfo de ser la décima deportista con el mayor número de medallas de la selección de  Colombia 
en los juegos de Mayagüez 2010.

#### Juegos Centroamericanos y del Caribe de Mayagüez 2010
Su desempeño en la vigésima primera edición de los juegos, se identificó por ser la vigésima novena deportista con el mayor número de medallas entre todos los participantes del evento, con un total de 3 medallas:

- , Medalla de oro: 69 kg
- , Medalla de oro: 69 kg Arrancada
- , Medalla de oro: 69 kg Envión